# (4759) Åretta
(4759) Åretta – planetoida z pasa głównego asteroid okrążająca Słońce w ciągu 5 lat i 245 dni w średniej odległości 3,18 j.a. Została odkryta 7 listopada 1978 roku w Obserwatorium Palomar przez Eleanor Helin i Schelte Busa. Nazwa planetoidy pochodzi od nazwy szkoły w norweskim mieście Lillehammer. Przed jej nadaniem planetoida nosiła oznaczenie tymczasowe (4759) 1978 VG10.